# Walk Away (zespół muzyczny)
Walk Away – polska grupa grająca fusion istniejąca od 1985. Wybierana wielokrotnie „najlepszym jazzowym zespołem roku” przez czytelników pisma Jazz Forum. Walk Away grał na wszystkich najważniejszych festiwalach światowych, regularnie współpracuje z takimi wykonawcami jak Urszula Dudziak, Mike Stern, Eric Marienthal oraz Bill Evans. Jest laureatem nagrody Złotego Fryderyka za całkoształt twórczości. 

## Historia zespołu
Zespół powstał w 1985 z inicjatywy Krzysztofa Zawadzkiego, perkusisty, wówczas studenta Wydziału Jazzu i Muzyki Rozrywkowej Akademii Muzycznej w Katowicach. W pierwszym składzie zespołu brali też udział koledzy Zawadzkiego ze studiów: wibrafonista Bernard Maseli, saksofonista Adam Wendt, kontrabasista Jacek Niedziela oraz pianista Zbigniew Jakubek.
Już po kilku miesiącach prób zespół zdobył pierwszą nagrodę w międzynarodowym festiwalu „Jazz nad Odrą”, „Klucz do kariery”, czyli główną nagrodę Pomorskiej Jesieni Jazzowej. Walk Away zagrał też podczas Jazz Jamboree 85, a w dorocznej ankiecie miesięcznika Jazz Forum zdobył tytuł „nowej nadziei”.	
Rok 1986 przyniósł intensywne trasy koncertowe po całej Polsce i za granicą (m.in. udział w festiwalu młodych talentów w Leverkusen). Wtedy też Walk Away nagrał pierwszą płytę dla zachodnioniemieckiej wytwórni Emsherland. W latach 1987–88 zespół podjął współpracę z wokalistkami: Lorą Szafran oraz Urszulą Dudziak. Z Dudziak nagrał koncertową płytę „Magic Lady” oraz odbył trasę koncertową po całej Europie. Współpraca z Dudziak trwa do dziś. W następnych latach zespół występował też z wokalistką Ewą Bem oraz skrzypkiem Michałem Urbaniakiem. Epizodem w historii zespołu z 1990 był udział jako support w trasie koncertowej Milesa Davisa po Niemczech. 
Zespół kilkukrotnie zdobył tytuł najlepszego polskiego zespołu jazzowego, przyznany przez czytelników Jazz Forum (m.in. w latach 1987, 1995 i 1996). 
W dziesiątą rocznicę powstania zespołu zespół pod kierownictwem Zawadzkiego przygotował superprodukcję, czyli płytę F/X z 1994, na którą zostali zaproszeni wybytni muzycy jazzowi z USA: Mike Stern – gitara (ex. Miles Davis, Steps Ahead), Eric Marienthal – saksofon (współpracownik Chicka Corei), Mino Cinelu – perkusja (ex. Miles Davis, Weather Report, Sting, Bruce Springsteen). Na płycie zaśpiewali Urszula Dudziak i Mieczysław Szcześniak. Płyta F/X została nominowana w konkursie do tytułu albumu jazzowego roku w konkursie Fryderyki 1995.
W 35. rocznicę istnienia grupa nagrała płytę „Flower Power”, w której obok podstawowego składu (Wendt, Zawadzki, Maseli) na basie zagrał Tomasz Grabowy, a także gościnnie Sławomir Berny (perkusja) i Grzegorz Skawiński (gitara).
W 2025 grupa za całkoształt twórczości otrzymała nagrodę Złotego Fryderyka.

## Skład zespołu
Skład zespołu zmieniał się dość płynnie, często był inny na każdej kolejnej trasie koncertowej i płycie. Stałym członkiem wszystkich składów jest Krzysztof Zawadzki. Czasami też pod szyldem Walk Away pojawiają się solowe projekty Zawadzkiego.

### Skład zespołu z lat 80. i z pierwszej połowy lat 90.
- Krzysztof Zawadzki(inne języki) – perkusja
- Bernard Maseli – wibrafon
- Adam Wendt – saksofon
- Zbigniew Jakubek – instrumenty klawiszowe
- Paweł Mąciwoda Jastrzębski – gitara basowa
- Marek Błaszczyk – gitara basowa

### Skład zespołu z lat1997–2002
- Krzysztof Zawadzki(inne języki) – perkusja
- Janusz Skowron – instrumenty klawiszowe
- Adam Wendt – saksofon
- Tomasz Grabowy – gitara basowa

### Skład koncertowy z roku2005
- Steve Logan – gitara basowa, wokal
- Hiram Bullock – gitara
- Krzysztof Zawadzki(inne języki) – perkusja

### Skład koncertowy z roku2007
- Bernard Maseli – wibrafon
- Marek Podkowa – saksofon
- Tomasz Grabowy – gitara basowa
- Krzysztof Zawadzki(inne języki) – perkusja

### Skład koncertowy z roku 2015[3]:
- Krzysztof Zawadzki – perkusja
- Bernard Maseli – wibrafon
- Adam Wendt – saksofon
- Tomasz Grabowy – gitara basowa
- Zbigniew Jakubek – instrumenty klawiszowe

## Dyskografia
- Penelopa (Poljazz PSJ / Wipe 1986)
- Magic Lady - koncertowa, z Urszulą Dudziak (Polskie Nagrania 1989)
- Walk Away (Polskie Nagrania 1989)
- Walk Away Live - koncertowa (Polskie Nagrania 1990)
- Help Yourself (Zig-Zac 1992)
- Saturation - koncertowa (W.A.Records 1995)
- F/X (W.A.Records 1994)
- Walking Around (W.A.Records 1997)
- Changes (W.A.Records 1998)
- Double Walk (W.A.Records 2000)
- Queen of the night street (Pomaton EMI 2004)
- Zariba (W.A.Records 2005)
- Flower Power (Soliton 2021)